# Conca della Campania
Conca della Campania är en ort och kommun i provinsen Caserta i regionen Kampanien i Italien. Kommunen hade 1 196 invånare (2017).